# Ebenezer Denny
Ebenezer Denny (ur. 11 marca 1761 w Carlisle, zm. 21 lipca 1822) – amerykański polityk, pierwszy burmistrz Pittsburgha w latach 1816–1817.

## Życiorys
Urodził się w Carlisle i walczył podczas Wojny o niepodległość Stanów Zjednoczonych. Gdy wrócił do cywilnego życia po wojnie o niepodległość, Denny zadomowił się w mieście w okolicach Pittsburgha i zajął się handlem.
W latach 1816–1817 był pierwszym burmistrzem miasta. Zmarł 21 lipca 1822.